# Ko Pha Ngan

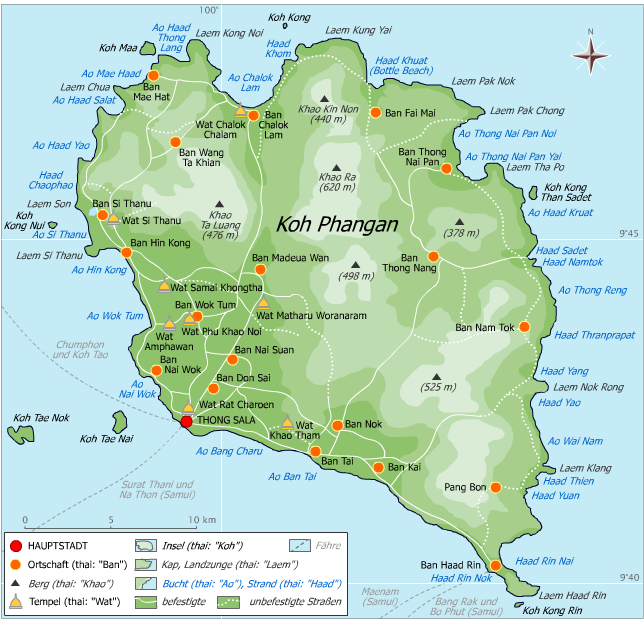
Mapa de la isla.

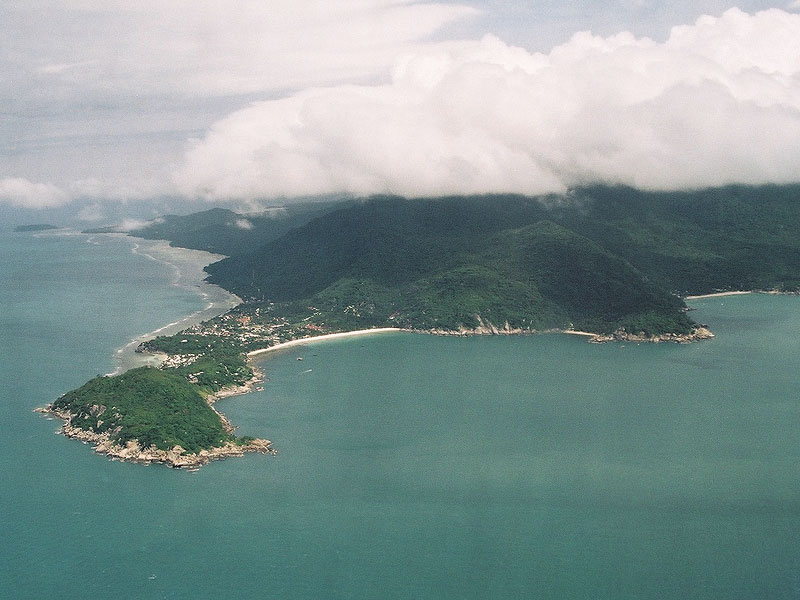
Vista de la isla.

Koh Pha Ngan (o Koh Phangan, en idioma tailandés: เกาะพะงัน) es una isla paradisíaca situada al sudeste de Tailandia dentro del golfo de Tailandia. Es famosa internacionalmente por la fiesta de la Full Moon Party que se celebra cada luna llena en la playa Haad Rin y en cuya fecha permanece llena pero también es muy fácil encontrar relax y tranquilidad el resto del año. Hay varias escuelas de yoga, reiki y terapias alternativas, varios centros de masajes, playas paradisíacas desérticas, cascadas preciosas, amaneceres, puestas de sol y vistas increíbles y ofrece una gran variedad de actividades. 
Koh Pha Ngan tiene dos islas hermanas: Koh Samui en el sur, que es más grande y tiene mayor población; y Koh Tao en el norte que es más pequeña y tranquila.
Koh Pha Ngan tiene una superficie 168 km². Administrativamente forma un amphoe, del mismo nombre que la isla, que forma parte de la provincia de Surat Thani. La población en el año 2004 era de 11.846 habitantes. La población más grande de la isla es Thong Sala.